# Akdal MKA 1919
O Akdal MKA 1919 é uma espingarda semiautomática, operada a gás que se assemelha ao fuzil M16 e imita o traçado e a colocação de alguns dos controles. Foi criada pela empresa turca Akdal Arms. 

## Projeto
A MKA 1919 utiliza uma ação convencional operada a gás, localizada ao redor do tubo de suporte que passa abaixo do cano.
A mola de retorno também está localizada ao redor do mesmo tubo de suporte que é oculto por um guarda-mão de polímero ampliado.
O cano da MKA 1919 pode ser rapidamente removido do receptor superior. Para carregar a espingarda, a alavanca de manejo no receptor deve ser puxada. O receptor superior é fabricado a partir de uma liga de alumínio, enquanto o receptor inferior, junto com o punho de pistola e a coronha de ombro, é fabricado como uma peça a partir de polímero resistente a impacto.
A espingarda semiautomática Akdal MKA 1919 tem um carregador de cofre destacável de 5 disparos. Tem uma liberação do ferrolho idêntica na posição e na função àquela no M16. A segurança manual também duplica o estilo M16 localizado no lado esquerdo do receptor, acima do punho de pistola.
As miras padrões incluem um poste frontal instalado na base removível estilo M16 e uma alça de transporte estilo M16A2 removível com miras de dioptria embutidas.
No receptor superior, existe um trilho integral Picatinny que aceita alça de transporte destacável ou ponto vermelho opcional ou outros acessórios de mira óptica.

## Operadores
- Turquia
- Rússia

## Armas de fogo relacionadas
- Benelli M3
- Franchi SPAS-15
- Heckler & Koch FABARM FP6
- Fabarm SDASS Tactical
- Safir T-14
- Saiga 12
- USAS-12
- Typhoon F12